# Tityus imei
Espèce
Tityus imei est une espèce de scorpions de la famille des Buthidae.

## Distribution
Cette espèce est endémique de l'État de Portuguesa au Venezuela. Elle se rencontre dans la Sierra de Portuguesa vers Monseñor José Vicente de Unda.

## Description
Les mâles mesurent de 79,85 à 86,60 mm et les femelles de 73,38 à 77,63 mm.

## Étymologie
Cette espèce est nommée en en référence à l'Instituto de Medicina Experimental.

## Publication originale
- Borges, de Sousa & Manzanilla, 2006 : « Description of a new Tityus species (Scorpiones: Buthidae) from Sierra de Portuguesa, western Venezuela, based on morphological and mitochondrial DNA evidence. » Zootaxa, no 1107, p. 49–68.